# Aigle Noir Makamba FC
L'Aigle Noir Makamba FC és un club de futbol de la ciutat de Makamba, Burundi.

## Palmarès
- Lliga burundesa de futbol:[3]
  - 2018-19, 2024-25
- Copa burundesa de futbol:[4]
  - 2019, 2023
- Supercopa burundesa de futbol:
  - 2019, 2023
- Coupe de l'Unité:[4]
  - 2020